# Тимочани
Тимочани — середньовікове слов'янське плем'я, яке жило на території сучасної Сербії, на ріці Тимок. Плем'я тимочан входило до Аварського каганату. У 805 році булгарський хан Крум захопив землі тимочан і приєднав їх до Булгарського ханства. У 818 році тимочани повстали проти Омуртага (814—836) і попросили підтримки у Людовіка Благочестивого. Але підтримки від франків вони не отримали. Плем'я тимочани розчинилось у сербському і болгарському народах.